# Ноты любви
«Ноты любви» (англ. Love Notes) — канадская телевизионная драма 2007 года. В России был показан на русской версии телеканала Hallmark.

## Сюжет
Музыкальный критик Нора познакомилась с певцом Джейми. Молодые люди провели вместе ночь, и через некоторое время выяснилось, что Нора беременна. Жить с ребёнком не входит в её планы. Нора начинает искать приёмную семью для своего ещё не рождённого малыша. Однако не всё у неё получается…

## В ролях
| Актёр        | Роль              |
| ------------ | ----------------- |
| Лора Лейтон  | Нора              |
| Нэнси Сивак  | Джанет            |
| Антонио Купо | Джейми Дерринджер |
| Элли Харви   | Клэр              |
| Лорена Гейл  | Авева Марли       |
| Аарон Перл   | Стив Фицджеральд  |
| Джон Тенч    | менеджер          |